# Dmitrij Romanowski

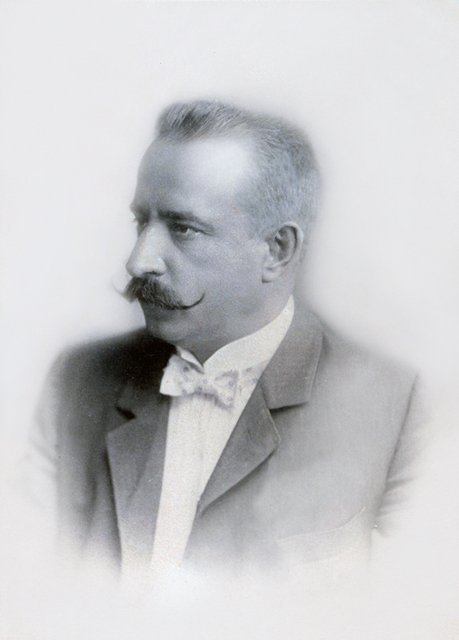
D. Romanowski

Dmitrij Leonidowicz Romanowski (ros. Дмитрий Леонидович Романовский, ur. 1861, zm. 19 lutego 1921) – rosyjski lekarz, współodkrywca metody barwienia, znanej dziś jako metoda Giemsy. Ukończył studia na Wojskowej Akademii Medyko-Chirurgicznej w Sankt Petersburgu.

## Wybrane prace
- К вопросу о паразитологии и терапии болотной лихорадки: Дисс. СПб, 1891